# Армия Бранкалеоне
«А́рмия Бранкалео́не» (итал. L'armata Brancaleone) — комедийный кинофильм режиссёра Марио Моничелли, вышедший на экраны в 1966 году. 

## Сюжет
1070-е годы. Нормандское завоевание Южной Италии. Тевтонские варвары нападают на итальянскую деревушку, они грабят и убивают местных жителей. Когда преступники уже собираются скрыться, вдруг появляется нормандский рыцарь и вступает с ними в схватку. Ему удаётся одолеть грабителей ценой тяжёлых ранений. Этим решают воспользоваться несколько местных жителей: они добивают нормандского рыцаря и бросают его тело в реку. 
Похищенные вещи они собираются продать еврейскому нотариусу Зефирино Абакуку. Он обнаруживает среди кучи хлама, оставшегося от рыцаря, старую саксонскую грамоту, подписанную Оттоном I Великим, на владение и управление городком Аурокастро в Апулии. 
Абакук предлагает следующий план: найти захудалого рыцаря, выдать его за владельца документа и воспользоваться всеми благами, которые полагаются спутникам властителя. Подходящая кандидатура находится на соседнем рыцарском турнире — эксцентричный и отчаянно бедный Бранкалеоне из Норчи. Рыцарь соглашается и вместе со своей новой «армией» отправляется в путь…

## В ролях
- Витторио Гассман — Бранкалеоне из Норчи
- Катрин Спаак — Матильда
- Фолько Лулли — Пекоро
- Джан Мария Волонте — Теофилатто деи Леонци
- Карло Пизакане — Зефирино Абакук
- Уго Фангарегги — Мангольд
- Энрико Мария Салерно — брат Дзеноне
- Барбара Стил — Теодора

## Награды и номинации
- 1966 — участие в основном конкурсе Каннского кинофестиваля
- 1967 — три премии «Серебряная лента» Итальянского национального синдиката киножурналистов: лучшая операторская работа (Карло Ди Пальма), лучшая музыка (Карло Рустикелли), лучший дизайн костюмов (Пьеро Герарди)